# ヤーキス (小惑星)
ヤーキス (990 Yerkes) は小惑星帯にある小惑星。ジョージ・ファン・ビースブルックが1922年11月23日にアメリカ合衆国・マサチューセッツ州のヤーキス天文台で発見した。なお、マックス・ヴォルフも同年12月14日に独立して発見している。
ヤーキス天文台に因んで名付けられた。